# Max Beckmann
Max Carl Friedrich Beckmann (12. února 1884 Lipsko – 27. prosince 1950 New York) byl německý malíř, grafik, sochař a spisovatel. Bývá řazen mezi expresionisty, on sám však během svého života toto označení odmítal. V 20. letech 20. století byl spojován s expresionistickým proudem zvaným Nová věcnost (Neue Sachlichkeit). Nacisté jeho tvorbu zařadili mezi zvrhlé umění. Beckmann žil nejprve v exilu v Amsterdamu, po válce se usadil v New Yorku.

## Život
Narodil se do středostavovské rodiny, jeho otec byl obchodník s obilím. Do základní školy chodil ve Falkenburgu (dnes Złocieniec v Polsku), poté se jeho rodina přestěhovala do Dolního Saska, odkud procházel jeho otec. Začal také s výtvarnou tvorbou, první akvarel namaloval v roce 1896, o rok později první autoportrét. Ve škole měl špatný prospěch, velmi se však zajímal o cizí kultury a historii umění.
Na drážďanskou akademii přijat nebyl, ale v roce 1900 byl přijat na uměleckou školu ve Výmaru. Jeho učitelem byl norský malíř Carl Frithjof Smith. Studium úspěšně završil v roce 1903 a poté pobýval v Paříži, Nizozemsku a Itálii, kde navštěvoval galerie a umělce. Nakonec se usadil v Berlíně, kde si zařídil také ateliér. V roce 1906 se oženil, o rok později se stal členem umělecké skupiny Berliner Secession, naopak odmítl pozvánku stát se členem drážďanské Die Brücke. V roce 1908 se rodině narodil syn Peter.
První světové války se zúčastnil jako medik a válečné zkušenosti hluboce ovlivnily jeho tvorbu, utrpěl také nervové zhroucení. V roce 1915 se přestěhoval do Frankfurtu nad Mohanem.
V roce 1924 se seznámil s mladou zpěvačkou Mathilde Kaulbach (známou pod přezdívkou Quappi), rozvedl se s první manželkou a oženil se s Mathilde. V roce 1925 začal učit na frankfurtské výtvarné akademii, ve 20. letech také obdržel několik uměleckých cen, jeho díla nakupovaly špičkové galerie, vystavoval v Německu i v zahraničí (mj. i v New Yorku a v Praze na výstavě Prager Secession) a vyšlo o něm několik publikací.
Vše se však změnilo s nástupem nacistů k moci, kteří jeho tvorbu zařadili mezi zvrhlé umění, byl označen za kulturního bolševika. Ještě v roce 1933 byl propuštěn z akademie, stovky jeho děl byly odstraněny z galerií a některá dokonce veřejně spálena. V roce 1937 s manželkou emigroval do Nizozemska a usadil se v Amsterdamu, kde žila sestra jeho manželky. V roce 1939 si požádali o americké vízum. Žil v chudobě a maloval v opuštěném skladišti.
V roce 1947 jim bylo uděleno americké vízum a o rok později emigrovali. V USA vyučoval na Washington University v St. Louis, od roku 1949 pak na Brooklyn Museum Art School. Ovlivnil například Jacksona Pollocka nebo Philipa Gustona. Zemřel v roce 1950 náhle na infarkt na ulici na Manhattanu, nedaleko svého bytu.
Na uměleckém trhu začala jeho díla nabývat na hodnotě od konce 20. století. V roce 2001 zakoupil Ronald Lauder jeho obraz Selbstbildnis mit Horn (Autoportrét s rohem) za 20,5 mil. USD, v roce 2017 pak bylo jeho dílo Hölle der Vögel (Ptačí peklo) z roku 1937 vydraženo v Londýně za 36 mil. GBP. 